# Namkhai Norbu
Chögyal Namkhai Norbu (Derge, 8 dicembre 1938 – Arcidosso, 27 settembre 2018) è stato una personalità religiosa e tibetologo tibetano.
Nato nel 1938 a Derghe, nel Tibet orientale, Namkhai Norbu è considerato uno dei principali maestri del Buddismo tibetano. Docente dell'Università Orientale di Napoli tra il 1962 e il 1992, ha vissuto e insegnato in Italia per molti anni. Viene chiamato con l'appellativo di Rinpoche che significa "prezioso" ed è l'appellativo per i Lama reincarnati o tulku.

## Biografia
Da bambino viene riconosciuto come reincarnazione, o tulku, di Adzom Drugpa (1842-1924), maestro di Dzog-chen. Inizia a frequentare i più illustri maestri dell'epoca e nel 1955 diventa allievo di Changchub Dorje (1826-1961), il cui stile di vita lo ispirerà profondamente.
Nel 1960, trovatosi nel Sikkim senza poter ritornare in patria a causa dell'occupazione cinese, venne invitato in Italia dal professor Giuseppe Tucci, tibetologo, iniziando a lavorare all'Ismeo (Istituto per il Medio e l'Estremo Oriente) a Roma, fino a divenire docente di Lingua e Letteratura Tibetana e Mongola presso l'Istituto Universitario Orientale di Napoli.
Durante gli anni settanta, Chögyal Namkhai Norbu incomincia a insegnare Dzogchen, riscontrando un notevole interesse sia in Italia sia in tutta Europa, fino al 1981, data della fondazione del Centro di Merigar West, prima sede della Comunità Dzog-chen, ai piedi del Monte Labbro, nei pressi di Arcidosso (GR). Sorgono successivamente centri in varie parti d'Europa, in Russia, nel Sud America, negli Stati Uniti e in Australia.
Verso la fine degli anni ottanta, Chögyal Namkhai Norbu fonda ASIA (Associazione per la Solidarietà Internazionale in Asia), un'organizzazione impegnata in progetti educativi e medico-sanitari rivolti alla popolazione tibetana, e l'Istituto Shang Shung con il compito di salvaguardare la cultura tibetana.
Chögyal Namkhai Norbu è deceduto il 27 settembre 2018 alle ore 21, presso il centro Merigar West di Arcidosso(GR).